# 베가 (프로게이머)
베가(본명: 이진건, 2004년 1월 12일 ~ )는 대한민국의 전직 카트라이더 러쉬플러스, 카트라이더 프로게이머로 아이디는 VEGA를 사용했다.

## 선수 시절

### 카트라이더 러쉬플러스
2021년 6월 24일, SGA 인천에 입단하면서 프로 커리어를 시작했다. 2021-1시즌 팀전 3위, 개인전 10위를 기록했다. 2021-2시즌 팀전 3위를 기록했다.
2022시즌을 앞두고 SGA 인천과 재계약을 체결했다. 2022-1시즌 팀전 4위, 개인전 3위를 기록했다. 이후 팀에서 퇴단했다.
2022년 7월, NUTMITE에 입단했다. 2022 카러플 그랑프리 시즌 2에 참가하여 팀전 우승을 달성, 그랑프리 시드를 획득하여 리그에 진출했다. 2022-2시즌 팀전 4위, 개인전 준우승을 달성했다. 국제대회 2022 KLC에 참가했다. 2022 KLC에서 팀전 4위, 개인전 준우승을 달성했다. 이후 팀이 해체되었다.
2023년 1월 25일, ROX 게이밍에 입단했다.

### 카트라이더: 드리프트
2023년 3월 2일, ROX의 카트라이더: 드리프트 부문 로스터에 등록되었다. 프리시즌1 팀전 4위를 기록했다. 프리시즌2 팀전 3위, 개인전 30위를 달성했다. 이후 팀에서 퇴단했다.
2023년 9월, NUTMITE 소속으로 활동한다. 2023시즌 팀전 7위를 기록했다. 

## 소속팀
| # | 팀명       | 소속 기간                 | 소속 리그    | 비고  |
| - | ---------- | ------------------------- | ------------ | ----- |
| 1 | SGA 인천   | 2021.06.24. ~ 2022.06.21. | KRPL         |       |
| 2 | NUTMITE    | 2022.07.14. ~ 2023.01.25. | KRPL GP KRPL |       |
| 3 | ROX 게이밍 | 2023.01.25. ~ 2023.08.07. | KDL          | [ 4 ] |
| 4 | NUTMITE    | 2023.09.10. ~ 2023.12.09. | KDL          |       |

## 수상 내역

### 카트라이더 러쉬플러스
공식 대회 준우승 1회
- 2021 신한은행 헤이영 카트라이더 러쉬플러스 리그 시즌 1 팀전 3위
- 2021 신한은행 헤이영 카트라이더 러쉬플러스 리그 시즌 2 팀전 3위
- 2022 신한은행 헤이영 카트라이더 러쉬플러스 리그 시즌 1 개인전 3위
- 2022 신한은행 쏠 카트라이더 러쉬플러스 리그 시즌 2 개인전 준우승
- 2022 카트라이더 러쉬플러스 레전드 챔피언십 팀전 4위

### 카트라이더: 드리프트
- 카트라이더: 드리프트 리그 프리시즌 2 팀전 3위